# Wielki pożar Chicago

Oficjalna flaga miasta Chicago

 Pożar Chicago – pożoga, która w okresie od niedzielnego wieczoru 8 października do wtorkowego poranka 10 października 1871 roku spowodowała śmierć setek mieszkańców i zniszczyła doszczętnie około 10,4 km² zabudowy Chicago, największego miasta stanu Illinois. Chociaż pożar ten był jedną z największych katastrof, jakie dotknęły Stany Zjednoczone w XIX wieku, odbudowa rozpoczęta niemal natychmiast po ostygnięciu zgliszcz uczyniła z Chicago jedno z najludniejszych i gospodarczo najważniejszych miast Ameryki.
Na oficjalnej fladze miasta Chicago druga od lewej gwiazda ma symbolizować ów wielki pożar.

## Początek
Pożar wybuchł około godz. 21 w niedzielę 8 października w okolicach (jak do niedawna przypuszczano; patrz w rozdziale „Próby wyjaśnienia przyczyn”) małej obory znajdującej się na tyłach posesji 137 DeKoven Street, a będącej własnością Patricka i Catherine O’Leary. Zgodnie z tradycją pożar miał rozpocząć się w chwili, gdy dojona krowa kopnęła lampę naftową, co spowodowało zajęcie się słomy i całej drewnianej budowli. Michael Ahern, dziennikarz gazety Chicago Republican, który opisał historię z krową, przyznał w roku 1893, że zmyślił wszystko, by nadać wielkiemu pożarowi kolorytu.
Gwałtowne rozprzestrzenianie się ognia było spowodowane tym, że miasto było zbudowane głównie z drewna oraz niesprzyjającymi warunkami pogodowymi: trwającą od dłuższego czasu suszą i niezwykle silnym wiatrem wiejącym z południowego zachodu, który niósł płonące głownie wiele dziesiątków metrów, zapalając kolejne budynki. Ponadto popełniono szereg fatalnych pomyłek, nie reagując na wybuch pożaru wystarczająco wcześnie, w związku z czym mieszkańcy byli zupełnie nieprzygotowani na to, co nastąpiło. Strażacy byli wyczerpani walką z pożarem, który miał miejsce poprzedniego dnia.

## Rozprzestrzenianie się ognia

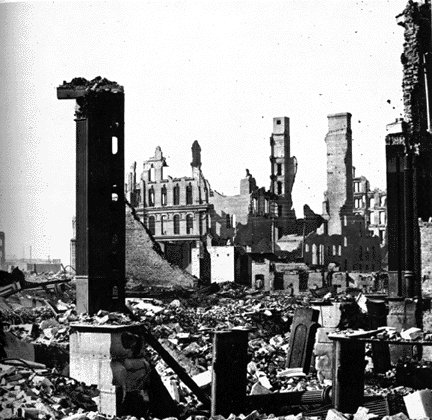
Po pożarze, skrzyżowanie ulic Dearborn i Monroe

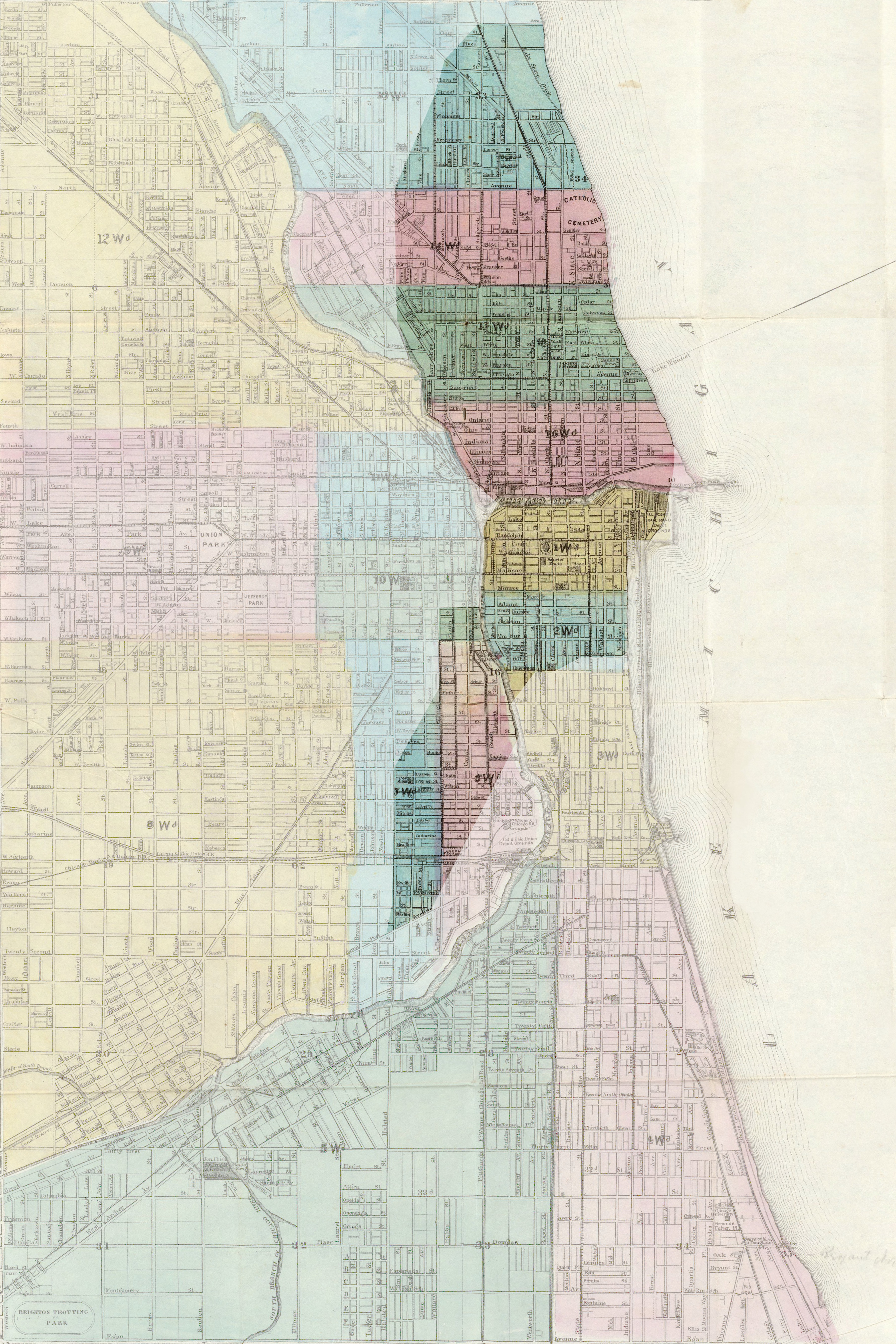
Mapa Chicago z roku 1871. Zaciemnione obszary strawił ogień

Miejski oddział straży pożarnej został poinformowany o wybuchu ognia dopiero o 21.40, kiedy to alarm ogłosiła jedna z aptek. Pożar był wciąż jeszcze niewielki, a strażak dyżurny zbagatelizował ostrzeżenie, uważając że łuna na niebie pochodzi z dopalających się zgliszcz z poprzedniego dnia. Gdy łuna zaczęła rosnąć dyżurny zorientował się, że ma do czynienia z nowym pożarem i wysłał kolegów, ale w niewłaściwym kierunku.
Pożar szybko ogarnął sąsiednie zabudowania, a gorący wiatr niósł kule ognia na północny wschód.
Gdy płomienie ogarnęły wysoką wieżę kościoła nad brzegiem południowego ramienia rzeki Chicago, ogień z łatwością pokonał tę wąską przeszkodę wodną. Sprzyjające rozprzestrzenianiu się pożaru były zbudowane blisko siebie drewniane budynki, żaglowce zacumowane wzdłuż rzeki, wykładane drewnem ulice i chodniki, stosy drewna i węgla zgromadzone w portowej części miasta, nad rzeką. Rozmiar pożaru powiększały bardzo silny wiatr i wysoka temperatura, na skutek czego dachy zapalały się nawet w znacznej odległości od miejsc właściwego pożaru.
Ognia nie udało się opanować. Burmistrz wezwał nawet na pomoc sąsiednie miasta, ale w tym momencie pożar był zbyt rozległy, by można było z nim skutecznie walczyć. Gdy płomienie zniszczyły stację pomp, położoną na północ od rzeki Chicago, miasto zostało pozbawione wody i strażacy musieli się poddać.
Gdy ogień dotarł do centrum miasta był już tak potężny, a temperatura tak wysoka, że nie mogły im się oprzeć murowane hotele, centra handlowe, chicagowski ratusz, budynki opery i teatrów, kościoły ani fabryki. Pożar rozszerzał się gwałtownie ku północy, pchając przed sobą tysiące uciekinierów tworzących korki na wąskich mostach nad rzeką. W pewnym momencie, gdy płomienie przeskoczyły na północ ujścia rzeki do jeziora Michigan, w tłumach uciekinierów wybuchła panika. Mieszkańcy uciekali do parku Lincolna i na plaże jeziora, gdzie tysiące szukały ratunku przed ogniem, gotowe rzucić się w wodę.
Philip Sheridan, generał z okresu wojny secesyjnej, a w owym czasie mieszkaniec Chicago, starał się koordynować pomoc wojskową dla miasta. Burmistrz, by zapobiec histerii, wprowadził w mieście stan wyjątkowy i wydał proklamację czyniącą Sheridana odpowiedzialnym za jego wdrożenie i wykonanie. Jednakże w związku z tym, że nie doszło do większych zaburzeń, stan wyjątkowy został zniesiony już po kilku dniach. Mury rezydencji Sheridana ocalały, ale wszystkie posiadane przezeń dokumenty i przedmioty osobiste uległy zniszczeniu.
Ogień ostatecznie wypalił się samoistnie, co miało związek ze zmniejszeniem się siły wiatru i lekkim deszczem, który zaczął padać w poniedziałek wieczorem. Od miejsca, w którym najprawdopodobniej wybuchł, wypalił i kompletnie zniszczył około 34% bloków miejskich, aż do ulicy Fullerton na północy.

## Po pożarze
Ogień wprawdzie wygasł, ale tlące się zgliszcza były – jeszcze przez wiele dni – zbyt gorące by można było zacząć oceniać straty. Obliczono wstępnie, że pożar strawił wszystko w pasie o długości sześciu i szerokości (średnio) jednego kilometra, obejmując obszar ośmiu kilometrów kwadratowych. Zniszczeniu uległo ponad 120 km nawierzchni ulic, 190 km chodników, dwa tysiące latarń, siedemnaście i pół tysiąca budynków, a straty wyniosły 222 miliony USD – około 30 procent ogólnej, szacunkowej wartości miasta. Spośród 300 tysięcy mieszkańców 90 tysięcy zostało bez dachu nad głową. Od dwóch do trzech milionów książek z prywatnych kolekcji zostało bezpowrotnie straconych.

Niektóre budowle przetrwały pożar, jak np. wówczas zupełnie nowa chicagowska wieża ciśnień, która istnieje po dziś dzień i stanowi nieoficjalny pomnik tamtego pożaru. Prócz niej burzę ogniową przetrwały jeszcze cztery inne budowle publiczne i jeden prywatny bungalow. Dom rodziny O’Leary, jak również jej parafialny kościół pw. Świętej Rodziny, ocalały z pożaru, bowiem wiatr wiał w przeciwnym kierunku.
Gdy przeszukano zgliszcza znaleziono 125 ciał. Szacunkowe obliczenia mówią o 200–300 ofiarach śmiertelnych, co wydaje się liczbą niewielką jak na tak wielki pożar. W latach późniejszych podobne katastrofy w tym samym mieście kosztowały więcej ofiar: co najmniej 600 osób zginęło w pożarze kina Iroquois Theater w roku 1903, a w roku 1915 835 osób (w tym wielu polskich imigrantów) na pokładzie SS Eastland statku wycieczkowego, który zatonął na rzece Chicago. Niemniej „wielki pożar Chicago” uchodzi za największą katastrofę jaka wydarzyła się w mieście, głównie w związku z rozmiarem zniszczeń materialnych i szybkiej odbudowy.
Niemal zaraz po katastrofie rozpoczęto wprowadzanie zmian w miejskim systemie ochrony przeciwpożarowej, co leżało również w interesie firm ubezpieczeniowych. Chicago odrodziło się z popiołów, jako miasto posiadające jeden z najlepszych systemów przeciwpożarowych.
Budowniczy, jak Gurdon Saltonstall Hubbard, a także właściciele firm, które poniosły straty, błyskawicznie przystąpili do przygotowania planów odbudowy. Z całego kraju napływały pieniądze, żywność, odzież i wszelkie inne zaopatrzenie. Pierwsza partia drewna przeznaczonego na odbudowę została do Chicago dostarczona w dniu wygaszenia ostatniego budynku. W zaledwie 22 lata później Chicago gościło ponad 21 milionów gości przybyłych na organizowaną przez miasto wystawę światową.
W roku 1956 pozostałości po oryginalnych zabudowaniach należących ongiś do rodziny O’Leary zostały wyburzone, ze względu na rozpoczęcie budowy Akademii Pożarnictwa Chicago. Brązowa rzeźba, mająca symbolizować płomienie, a nazwana Pillar of Fire, dłuta Egona Weinera, została wzniesiona w tym miejscu w roku 1961.

## Próby wyjaśnienia przyczyn

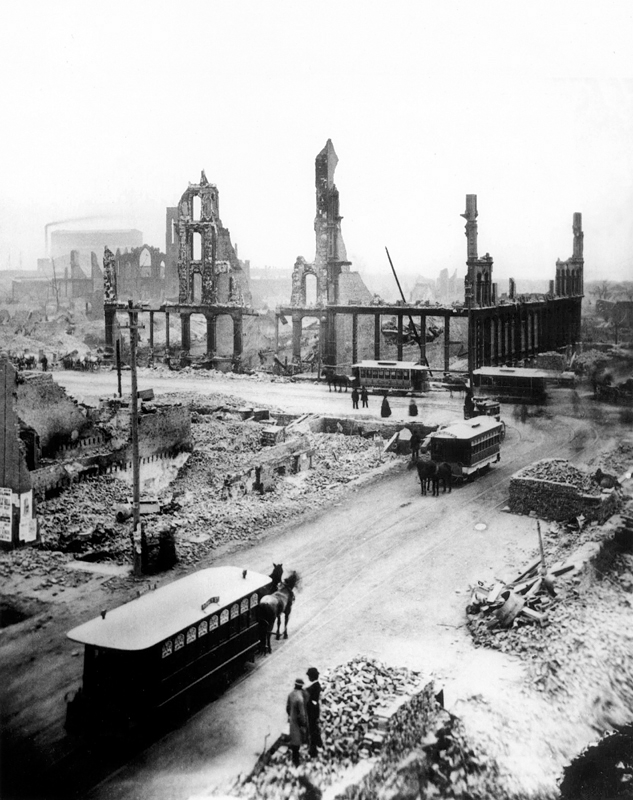
Odgruzowywanie miasta

Catherine O’Leary okazała się kozłem ofiarnym: kobieta, imigrantka i katoliczka, a więc osoba z gruntu nie pasująca do ówczesnego klimatu politycznego Chicago. Pogłoski na jej temat krążyły po mieście jeszcze przed wygaśnięciem pożaru, co zostało odnotowane w pierwszym po pożarze wydaniu Chicago Republican. Michael Ahern, dziennikarz, który o tym pisał, przyznał w roku 1893, że całą historię sfabrykował.
Ostatnio historyk amator Richard Bales stwierdził, że pożar spowodował niejaki Daniel Sullivan, który pierwszy doniósł o wybuchu pożaru, a który przypuszczalnie zaprószył ogień próbując ukraść nieco mleka z obory. Z kolei dziennikarz Chicago Tribune Anthony DeBartolo uważa, że tym, który wywołał pożar, był Louis M. Cohn, który przegrał w kości, co ma potwierdzać Alan Wykes w swej książce z roku 1964.
Odmienna teoria, która pojawiła się po raz pierwszy w roku 1982, mówi, że pożar Chicago został spowodowany przez deszcz meteorytów. Podczas konferencji naukowej w roku 2004 członek American Institute of Aeronautics and Astronautics, fizyk Robert Wood uznał, że początek pożaru spowodowała kometa Biela, której rozpad spowodował deszcz meteorów na obszarze amerykańskiego Środkowego Zachodu. 8 października miały miejsce cztery wielkie pożary, wszystkie u brzegów jeziora Michigan, co wskazywałoby na wspólną przyczynę. Świadkowie donosili o „kulach ognia” spadających z nieba, o „błękitnych płomieniach”. Według Wooda pożary te zostały wywołane przez metan, który jest zazwyczaj składnikiem komet.
Trzy inne wielkie pożary miały miejsce – tego samego dnia – wzdłuż brzegów jeziora Michigan. Około 400 kilometrów na północ pożar lasów podsycany silnym wiatrem strawił miasteczko Peshtigo w stanie Wisconsin, a wraz z nim kilkanaście innych osad, co spowodowało śmierć od 1200 do 2500 osób oraz zniszczenie 4800 km² lasu. I chociaż zagłada Peshtigo wydaje się być najtragiczniejszą katastrofą w historii Stanów Zjednoczonych, oddalenie miasteczka od ośrodków cywilizacyjnych powoduje, że mało się o tym wie. Po drugiej stronie Jeziora, w stanie Michigan, miejscowość Holland i pobliskie obszary spłonęły do gruntu. Położone około 160 km na północ miasto Manistee również padło ofiarą płomieni. Dalej na wschód, nad brzegiem jeziora Huron, spłonęła miejscowość Port Huron.
Wydaje się jednak, że wspólną przyczyną wszystkich pożarów była wysoka temperatura, silne wiatry i susza panująca wówczas w rejonie Wielkich Jezior.